# Kozi Wierch
Kozi Wierch neboli Kozí vrch (slovensky Kozí vrch, 2291,2 m) je hora, jež se nachází v polské části Vysokých Tater, přibližně 8 km jihovýchodně od zimního střediska Zakopané. Je to nejvyšší hora, o kterou se Polsko nedělí s jinou zemí. Nachází se na dlouhém východním hřebeni Svinice mezi Gasienicovým údolím a Údolím pěti polských ples, přesněji mezi dvěma visutými údolími: Kozím a Pustým. Podél tohoto hřebene vede značená turistická stezka zvaná Orlí stezka.

## Poloha
Hora je situována ve východní části Tater, v geomorfologickém podcelku Východní Tatry, přesněji v části geomorfologické jednotky Vysoké Tatry. Nachází se v okresu Tatry v Malopolském vojvodství a zasahuje na katastrální území města Zakopané a obce Tatranská Bukovina. Nejbližšími sídly jsou Zakopané na severozápadě a severovýchodně položená  Tatranská Javorina. Tatranský Kozí vrch spadá do oblasti polského Tatranského národního parku.

## Popis
Kozí vrch je součástí hřebene, který vybíhá východním směrem ze Svinice (2302 m) k hlavnímu hřebeni pohoří na slovensko-polské hranici. Na severu sousedí s horami Žólta Turnia (2087 m), Zadni Granat (2240 m) a Buczinowa Stražnica (2242 m). Na východě jsou to Śvistowa Kopa (1875 m), Široká (2210 m), Svišťovky (2070 m) a Opalony Wierch (2115 m). Na jihu pak Medziane (2233 m), Hrubý štít (2178 m), Hrubý vrch (2428 m) a Veľká kopa (2052). Na západě Valentková (2158), Svinica (2302 m), Niebieska Turnia (2262 m) a Kościelec (2155 m). Severní svahy spadají do Kozího údolí (Dolinka Kozia), jímž odtéká voda potokem Sucha Woda přes karové ledovcové jezero Czarny Staw Gąsienicowy. K jihu odtéká voda potokem Raztoka, který teče Údolím pěti polských ples do Dunajce. 

### Výhledy
Na Kozí vrch vede značená turistická cesta. Jeho skalnatý vrchol umožňuje kruhový rozhled. Lze odtud vidět okolní vrcholy Vysokých Tater (Seznam vrcholů ve Vysokých Tatrách), hřeben Belianskych Tater a široké okolí Zakopaného. Při vhodných podmínkách se dá dohlédnout až na Oravské Beskydy, Spišskou Maguru a velkou část Nízkých Tater.

## Přístup
- po  červené turistické značce (Orla Perć – Je považována za nejtěžší a nejnebezpečnější stezku v celých Tatrách.):
  - od západu po hřebeni z hory Kasprov vrch (1987 m) přes horu Svinica (2302 m)
  - od severovýchodu z průsmyku Krzyźne (2112 m) po hřebeni
- po  modré turistické značce přes průsmyk Zawrat (2159 m):
  - od severozápadu ze Zakopaného (750–2301 m) přes rozcestí Murowaniec
  - od východu od chaty v Údolí pěti polských ples[8]